# Viktor Denisov
Viktor Denisov (em russo:  Виктор Викторович Денисов, Tver, Tver, 2 de abril de 1966) é um ex-canoísta russo especialista em provas de velocidade.

## Carreira
Foi vencedor da medalha de prata em K-4 1000 m com os seus colegas de equipa Sergey Kirsanov, Aleksandr Motuzenko e Igor Nagayev em Seul 1988.
Foi vencedor da medalha de prata em K-2 500 m em Seul 1988, com o seu colega de equipa Igor Nagayev.